# 東湖駅 (長沙市)
東湖駅（とうこえき、中文表記: 东湖站、英文表記: Donghu station）は、中華人民共和国湖南省長沙市芙蓉区にある長沙地下鉄6号線の駅である。

## 駅周辺
- 岳麓山種業創新中心
- 湖南省蚕桑科学研究所
- 湖南生物機電職業技術学院（中国語版）東湖校区
- 芙蓉区大同第三小学